# Ukrajinśkyj istorycznyj żurnał
Ukrajinśkyj istorycznyj żurnał (ukr. Український історичний журнал) – ukraińskie czasopismo naukowe poświęcone tematyce historycznej, wydawane (obecnie 6 razy w roku) w Kijowie regularnie od lipca 1957 roku przez Instytut Historii Ukrainy oraz Instytut Nauk Politycznych i Etnicznych imienia I. Kurasa Narodowej Akademii Nauk Ukrainy.

## Historia
Ukazuje się w Kijowie od lipca 1957 roku, z początku – do 1994 roku – jako miesięcznik, później, do chwili obecnej w trybie dwumiesięcznym. Wydawany jest w języku ukraińskim.
Do 1997 roku ukazało się ponad 410 numerów pisma. Autorami publikacji są znani specjaliści od historii Ukrainy i historii świata. Są wśród nich nie tylko znani badacze z Ukrainy, ale także naukowcy z zagranicy, w szczególności z USA, Kanady, Francji, Niemiec, Wielkiej Brytanii, Czech, Słowacji, Bułgarii, Polski, Rosji, Białorusi itd.
Magazyn poświęca wiele uwagi problematyce historii Ukrainy, historii świata, a także treści i metod nauczania historii w placówkach oświatowych kraju. Materiały publikowane w czasopiśmie w ostatnich latach są prezentowane w kontekście nowej interpretacji historii narodu ukraińskiego. Artykuły naukowe i materiały dokumentalne obejmują głównie te strony historii, które przez długi czas, ze względów ideologicznych, były traktowane fasadowo, tłumione lub celowo zniekształcone.
W czasopiśmie publikowane są materiały do dyskusji, których omówienie pomaga określić dokładniejsze linie koncepcyjne w odniesieniu do całego kierunku historii Ukrainy.
Magazyn posiada stałe działy: artykuły, wiadomości, notatki, które pomagają nauczycielom historii, przegląd źródeł i literatury, kronikę, informacje itd.
Ukrajinśkyj istorycznyj żurnał jest dystrybuowany w ponad 70 krajach na całym świecie. Redakcja magazynu znajduje się w Kijowie.

## Rada naukowa
- Boris Fłoria (Moskwa)
- Andrea Graziosi (Neapol)
- Zenon Kohut (Edmonton)
- Wołodymyr Łytwyn (Kijów)
- Serhij Płochij (Cambridge)
- Andrzej Poppe (Warszawa)
- Ołeh Rafalski (Kijów)
- Wołodymyr Repryncew (Kijów)
- Wałerij Stepankow (Kamieniec Podolski)
- Tatjana Tairowa-Jakowlewa (Petersburg)
- Petro Tołoczko (Kijów)

Byli członkowie rady: Jarosław Isajewycz, Jurij Łeweneć, Pawło Sochań, Petro Trońko, Lubomyr Wynar

## Redaktorowie naczelni
- Fedir Szewczenko (1957–1967, 1968–1972)
- Kuźma Dubyna (1967)
- Pawło Kałynyczenko (1972–1979)
- Jurij Kondufor (1979–1988)
- Mychajło Kowal (1988–1994)
- Wałerij Smolij (od 1995)